# Ясне (Рівненський район)
Ясне́ — село в Україні, в РІвненському районі Рівненської області. Населення становить 133 осіб.

## Географія
Село розташоване на лівому березі річки Місток.

## Населення

### Мова
Розподіл населення за рідною мовою за даними перепису 2001 року:
| Мова       | Кількість | Відсоток |
| ---------- | --------- | -------- |
| українська | 132       | 99.25%   |
| російська  | 1         | 0.75%    |
| Усього     | 133       | 100%     |